# Sylvie Boudreault
Sylvie Boudreault (* 4. März 1977) ist eine frühere kanadische Biathletin.
Sylvie Boudreault debütierte 1997 in Oberhof bei einem Sprintrennen im Biathlon-Weltcup und wurde 80. 1999 konnte sie mit der kanadischen Staffel in einem Biathlon-Europacup-Rennen in Friedenweiler an der Seite von Sandra Keith, Barb Sharp und Maryke Ciaramidaro Zweite werden. Im folgenden Jahr konnte die kanadische Staffel mit Nikki Keddie, Sharp, Lindsay May und Boudreault dieses Resultat in Ridnaun wiederholen. Ihr bestes internationales Ergebnis erreichte die Kanadierin im Jahr 2000, als sie in Osrblie 25. in einem Weltcup-Einzel wurde und damit ihre einzigen Weltcuppunkte gewann. Das Ergebnis war für sie herausragend, ist ihr zweitbestes Resultat doch ein 60. Rang im Einzel von Pokljuka in derselben Saison. Dieses Ergebnis erreichte sie wie auch einen 70. Rang im Sprint im Rahmen der Biathlon-Weltmeisterschaften 2001. Bei den Europameisterschaften des Jahres in Haute-Maurienne konnte Boudreault einen guten 27. Platz im Einzel erreichen, trat aber trotz Meldung nicht zur Verfolgung, dem Einzel und in der Staffel an. Letzter internationaler Auftritt waren die Militärweltmeisterschaften 2001, wo die Kanadierin 31. des Sprints wurde.

## Biathlon-Weltcup-Platzierungen
Die Tabelle zeigt alle Platzierungen (je nach Austragungsjahr einschließlich Olympische Spiele und Weltmeisterschaften).
- 1.–3. Platz: Anzahl der Podiumsplatzierungen
- Top 10: Anzahl der Platzierungen unter den ersten zehn (einschließlich Podium)
- Punkteränge: Anzahl der Platzierungen innerhalb der Punkteränge (einschließlich Podium und Top 10)
- Starts: Anzahl gelaufener Rennen in der jeweiligen Disziplin

| Platzierung | Einzel | Sprint | Verfolgung | Massenstart | Staffel | Gesamt |
| ----------- | ------ | ------ | ---------- | ----------- | ------- | ------ |
| 1. Platz    |        |        |            |             |         |        |
| 2. Platz    |        |        |            |             |         |        |
| 3. Platz    |        |        |            |             |         |        |
| Top 10      |        |        |            |             |         |        |
| Punkteränge | 1      |        |            |             |         | 1      |
| Starts      | 6      | 11     |            |             | 1       | 18     |